# Pajet

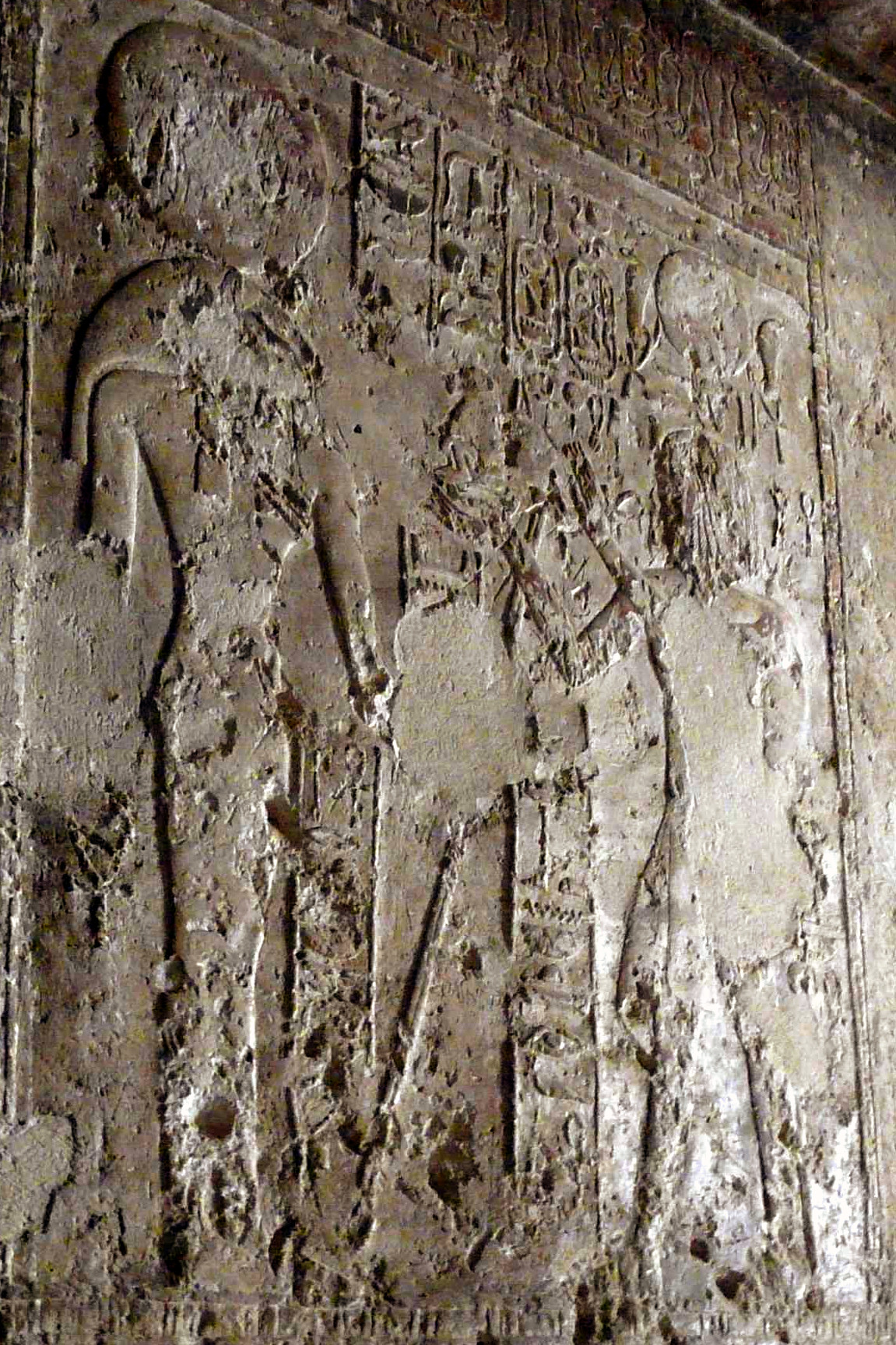
Hatshepsut ante Pajet. Speos Artemidos.

Pajet es una divinidad egipcia, de la época del Imperio Medio, conocida como la que araña. Está estrechamente vinculada a la ceremonia de la coronación.
- Nombre egipcio: Pajet. Deidad griega: Artemisa.

## Iconografía
Era representada como mujer con cabeza de leona, tocada con un disco solar entre dos cuernos liriformes y dos plumas. Su manifestación animal es un gato salvaje y, más tarde, una leona, o un guepardo hembra, una de las formas que podía tomar al encarnarse.

## Mitología
De acuerdo a las creencias de aquellos tiempos, era capaz de dominar el fuego y de transformarse en otras formas animales, como una serpiente. Era venerada porque se la consideraba protectora del Sol y porque entre sus facultades era capaz de favorecer la crecida del Nilo. Se la consideraba aliada de Osiris. Como a las diosas leonas, se la relaciona con las actividades guerreras, con los uadis y los oasis. En el Imperio Nuevo acompaña a Amón y Nejbet.

## Epítetos
Su nombre significa “La que Araña”; es “La que Despedaza”, “La Destructora” y “La que Arrebata”. También es “Aquella que abre las vías de la Lluvia Tempestuosa”, y en ocasiones es la “Dama de Seth”. En los Textos de las Pirámides figura como “Cazadora de la Noche con Garras Afiladas” y en el periodo tardío de Egipto la vemos como Isis-Pajet, la “Señora de la Escritura”.

## Culto
Durante el Imperio Medio tenía un paraje sagrado, cercano a Beni Hassan, siendo una importante diosa local. Su culto cobra especial importancia, durante las dinastías XVIII y XIX, cuando se la asocia a la corte. 
| p · Aa1 · V13 | E23 |

| p · Aa1 · V13 | E23 |